# День і все життя
«День і все життя» — радянський художній фільм режисера Юрія Григор'єва, знятий на Кіностудії ім. М. Горького в 1969 році. Прем'єра фільму в СРСР відбулася 25 травня 1970 року.

## Сюжет
Фільм про долю Каті Морозової, яка у важкі воєнні та повоєнні роки одна виховувала сина. Вона живе спогадами і надіями, не вимагає від життя багато чого… Через роки Олексій, син Каті, вже старшокласник, вирішує розшукати рідного батька…

## У ролях
- Раїса Рязанова —  Катя
- Віктор Авдюшко —  Федір
- Світлана Харитонова —  Соня
- Валентина Телегіна —  тітка Поля
- Леонід Куравльов —  Віктор Тимофійович
- Олександр Єрмаков —  Альоша
- Данило Перов —  Альоша в дитинстві
- Борис Майхровський —  Альоша в дитинстві
- Олексій Чернов —  голова заводського комітету
- Геннадій Фролов —  Микола Дмитрович (батько Альоші в зрілому віці)  (немає в титрах)
- Ніна Семенова —  Таня
- Євген Карельських —  батько Альоші в молодості
- Дмитро Горшков — Альоша в дитинстві
- Людмила Архарова — дружина Паші
- Юрій Бєляков — Паша
- Ірина Гольцова — дочка Федора
- Наталія Гурзо — продавчиня в універмазі
- Лілія Захарова — продавчиня газованої води
- Володимир Дубровський — Коля
- Клавдія Козльонкова — зустрічає на вокзалі
- Галина Комарова — подруга Каті
- Віктор Косенко — член фабкома
- Олександр Кавалеров — приятель Альоші
- Олена Максимова — Євдокія Петрівна
- Валерій Малишев — член фабкома
- Любов Соколова — жінка на візку
- Сергій Ваняшкін — епізод
- Манефа Соболевська — продавчиня
- Олександр Кузнецов — робітник

## Знімальна група
- Режисер — Юрій Григор'єв
- Сценарист — Григорій Бакланов
- Оператор — Вадим Корнільєв
- Композитор — Олексій Рибников
- Художник — Костянтин Загорський